# 小行星39540
小行星39540（39540 Borchert）是一颗绕太阳运转的小行星，为主小行星带小行星。该小行星于1991年4月11日发现。
該小行星以德國詩人及作家沃爾夫岡·博歇特命名。

## 轨道参数
小行星39540的轨道半长轴为2.4744767 UA，离心率为0.130。